# 六角義郷
六角 義郷（ろっかく よしさと）は、偽書とされている沢田源内が作成した『江源武鑑』等に登場する人物。これらの書物では戦国時代から江戸時代前期にかけての武将であり、六角氏嫡流の六角義実の孫で、六角義秀の長男としている（義秀の弟とする説もある）。史学上では『江源武鑑』の説を支持するものはほとんどなく、六角定頼が家督を継承し、以降定頼の子孫が六角氏の家督を継いだと考えられている。

## 『江源武鑑』等による義郷像
『江源武鑑』によれば天正5年（1577年）1月3日辰の刻に誕生している。25日には織田信長が観音寺城を訪れ、養子にしようかと持ちかけ、重病であった父義秀はこれを受けている。これは義郷の母が信長の庶兄織田信広の娘であり、信長の養女であったためであるという。『佐々木六角氏系図』では、織田信康の実娘と記載されている。その後父が没した後の天正10年6月3日、信長を本能寺の変で討った明智光秀が居城の観音寺城を攻め、蒲生氏郷の配下が寝返ったため観音寺城は炎上した。この際父の側室である若狭局は武装して義郷とともに馬に乗り、箕浦城に逃れた。これにより六角氏の名に従う旗頭は十分の一ほどになったという。
天正12年（1584年）9月1日、豊臣秀吉が近江の旗頭を召し出した折、秀吉は義郷の父義秀から「秀」の字を授けられたことを恩として当時8歳の義郷に名字相続と一郡を与えられたとしている。14年（1586年）には父・義秀が参議であったことから秀吉の計らいで近衛少将に任じられ、豊臣姓の称号をも授かる。天正16年（1588年）の聚楽第行幸にも随行したが、石田三成によって江国寺の領地を横領していると讒言された。翌天正17年（1589年）には秀吉の命で千石を江国寺に寄進し、11月には三日間秀吉とともに遊興に興じている。
文禄4年（1595年）、秀次事件に際しては、切腹となった秀次の家老木村重茲、熊谷大膳）らは義郷の父義秀の旧臣であったとされている。義郷は、家臣鯰江権佐の娘を秀次の側室に献上し、義秀旧臣の家老の縁もあって秀次に接近していたため、近江国で12万石を没収され改易、その身はお預けとなったという。慶長3年（1598年）の醍醐の花見では、秀吉は義郷家礼の小川土佐守（小川祐忠）、新庄雑斎の茶屋をおとずれ、義郷の話をしたという。9月3日には秀吉の遺物として大兼光の太刀を拝領したが、この太刀は父・義秀が秀吉へ諱字を与えた時に贈ったものであり、当時の公家などは奇縁を不思議がったとされる。
関ヶ原の戦いにおいては、豊臣秀頼の命として「江州前管領右兵衛督義郷」に対して、「北国表の大将」として起用するという命が下った。南条元忠を介してこの命を受けた義郷は、これを突き返した。石田三成は重ねて近江一国を与えるとの条件を出したが、なおも義郷は拒絶したという。京極高次の大津城開城後、増田長盛は志賀郡に軍勢を向けて義郷を攻めるべきだと述べた。しかし三成は大事の前の小事であり、天下を平定すれば義郷は味方となると述べ、また義郷を討とうとすれば六角氏譜代の近江一国の土民が義郷の味方をするといって攻撃をやめさせたとしている。合戦に勝利した徳川家康は、三成に味方しなかったことを喜び、義郷を召し出そうとした。しかし義郷は家康に内通していなかった身が褒賞を受けるのはおかしいと述べてこれを断った。家康は「今の世の良将である」と述べたという。
慶長6年（1601年）3月6日には、志賀郡に宇佐八幡宮を造営した。慶長15年（1610年）7月の記事では「入道」と呼ばれ、出家したことが示唆される。慶長17年（1612年）7月には将軍徳川秀忠の要請を受けて、六角家に伝わる「六人ノ華論二十一箇条」を筆写して献上した。
元和7年（1621年）6月、初めて子を儲けた。この子の母は織田秀信の娘であり、和田孫太夫が大阪で盗み取り、百姓に育てられていたところを義郷が娶ったのだという。元和9年（1623年）7月9日に逝去。享年47。

## 実在性
『江源武鑑』は江戸時代から批判されており、寛文年間に成立した神戸能房の『伊勢記』では、義実・義秀といった義郷系統の人物は「加入筆、有義秀・義弼等之作名、皆偽也、彼沢田氏郷者」と、偽書であるという評価が行われていた。建部賢明は『大系図評判遮中抄』において沢田源内が「偽て定頼朝臣の長子に大膳大夫義實と云ふ名を作り、その子修理大夫義秀、其子右兵衛督義郷三世を、新たに佐々木の系中に建て丶、己れか父祖とし、義賢朝臣承禎をして義秀か後見なりとす」と捏造であると指摘した。また「義実・義秀・義郷」の三代は『中古国家治乱記』、『異本難波戦記』、『三河後風土記』、『武家高名記』、『浅井始末記』、『 浅井三代記』、『東国太平記』、『日本将軍伝』、『諸家興亡記』、『武家盛衰記』、『東海道驛路鈴』等の書籍で取り入れられているが、建部は「浅智の輩」によるものだとしている。健部は林羅山の『将軍家譜』や林鵞峰の『日本王代一覧』等にこれら三人が記載されていないことを指摘し、また三人のうち誰ひとりとして花押が伝わっていないとしている。また、義郷の父である義秀は参議に登ったとされているが、公卿補任には記載されていない。
義郷が居城としたとされる八幡山城は、豊臣秀次が1585年に築城した後に1593年まで居城とし、1593年からは京極高次が在城した後、1595年に破却され、六角義郷が在城したことを示す同時代史料は確認されていない。

### 左衛門侍従義康朝臣について
『佐々木六角氏系図』など、義実系統が実在するという諸系図の一部では義実の子「義康」の欄に「改名 義郷」と記述されている。義郷の実在を主張する佐々木哲は「義康」を六角義郷の別名であるとしているため、『歴名土代』の「豊義康」や『聚楽行幸記』で秀吉に随行する「左衛門侍従義康」の事績を六角義郷と断定している。この人物は小瀬甫庵の『太閤記』では左衛門侍従里見義康朝臣（斯波）とされている。